# 阮玉婉如
阮玉婉如（越南语：／；1839年—1852年），越南阮朝紹治帝第二十女，生母宮人枚氏霑。

## 生平
明命二十年（1839年），阮玉婉如在順化京城出生。嗣德五年（1852年），婉如去世，壽十四歲。